# Cañizar
Cañizar – gmina w Hiszpanii, w prowincji Guadalajara, w Kastylii-La Mancha, o powierzchni 15,41 km². W 2011 roku gmina liczyła 79 mieszkańców.